# Rossige vezelkop
De rossige vezelkop (Inocybe bresadolae) is een schimmel behorend tot de familie Inocybaceae. Hij vormt ectomycorrhiza met loofbomen. Hij groeit op de grond in kleine clusters in loof- en naaldbossen. Vruchtlichamen zijn te vinden van juni tot augustus meestal onder eiken of beuken.

## Kenmerken

### Uiterlijke kenmerken
Hoed
De hoed heeft een diameter van 3-4 cm, bij uitzondering tot 6 cm. Aanvankelijk is deze conisch, daarna halfrond, aan het einde uitgespreid, met een kleine umbo (bult). De hoedrand is eerst gebogen en vervolgens naar boven gekanteld. Het oppervlak van de umbo is glad, verder fijn vezelig, en aan de rand is het harig. De kleur is aanvankelijk lichtbruin, maar wordt steeds roder.
Lamellen
De lamellen zijn aanhecht. De kleur is in het begin roomwit maar wordt later bleekbruin.
Steel
De steel is 3 tot 6 cm hoog en 0,5–0,7 cm dik. De steel heeft een met verbrede basis. Het bovenste deel is mat. Gebroken wit in het bovenste gedeelte, iets oker in het onderste gedeelte. Bij aanraking wordt het steenrood of wijnrood met uitzondering van de knol.
Geur
De geur van oude vruchtlichamen is zwak-zoetig-fruitig en wordt later spermatisch/broodachtig.

### Microscopische kenmerken
De sporen hebben onregelmatige vorm met moeilijk waar te nemen knobbeltjes. De sporenmaat is 8-10 × 6-7 µm. Cheilocystidia en pleurocystidia meten 50-60 × 14-17 µm. Ze hebben kristallen aan de bovenkant en hun wanden zijn tot 3 µm dik. Caulocystidia zijn slanker en hebben een dunne wand (tot 2 µm).

## Verspreiding
In Nederland komt de paddenstoel vrij zeldzaam voor. Hij staat op de rode lijst in de categorie 'Kwetsbaar'.